# CNTN4
La contactin-4 es una proteína que tienen los humanos y está codificada por el gen CNTN4.
La proteína codificada por este gen es un miembro de la superfamilia de las inmunoglobulinas. Es un glicosilfosfatidilinositol (GPI), que es una proteína anclada de la membrana neuronal que funciona como una molécula de adhesión celular. Juega un papel importante en la formación de conexiones de los axones en el sistema nervioso en desarrollo.
Algunas variantes de la transcripción vinculada alternativamente de este gen se han descrito, pero la naturaleza de la larga duración de algunas de estas variantes no se han determinado.

## Genómica
El gen está localizado en el brazo corto del cromosoma 3 (3p26.3). Es solo la copia de un gen dentro de la hebra Watson (+) 5'a 3' (5' → 3'), de 957,399 bases en longitud y codifica una proteína de 1026 aminoácidos (peso molecular 113.454 kDa)

## Pertinencia clínica
La expresión anormal de este gen ha sido implicada en algunos casos de autismo. Eso también ha sido asociado con degeneración espinocerebelar tipo ataxia 16.